# Sinornithoides
Sinornithoides ("mající podobu ptáka z Číny") byl rod malého vývojově vyspělého teropodního dinosaura z čeledi Troodontidae, žijícího v období rané křídy (přelom geologických věků apt a alb) na území dnešní Číny (Autonomní oblast Vnitřní Mongolsko).

## Historie
Fosilie tohoto dinosaura byly objeveny v roce 1988 v průběhu společné Čínsko-kanadské paleontologické expedice do pánve Ordos ve Vnitřním Mongolsku. Druh S. youngi popsala dvojice paleontologů Dale Russell a Tung Č’-ming v roce 1993 (resp. 1994) na základě holotypu IVPP V9612, poměrně kompletní kostry s lebkou. Fosilie byly objeveny v sedimentech souvrství Ejinhoro. Pravděpodobně šlo o subadultního (nedospělého) jedince, který zahynul v ležící "schoulené" pozici, podobně jako jiný čínský teropod Mei long.

## Popis

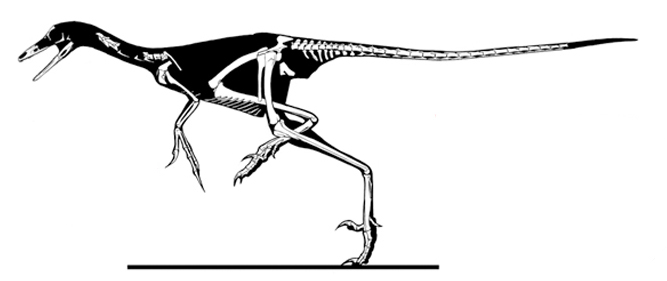
Sinornithoides youngi - rekonstrukce objevených částí kostry a celkového tvaru těla.

Sinornithoides byl zástupce troodontidů a stejně jako většina jeho příbuzných vykazoval vzhled menšího, relativně štíhlého a hbitého dvounohého predátora. Na poměry dinosaurů byl vybaven relativně velkým mozkem a měl zřejmě bystré smysly a schopnost složitého chování. Byl malým opeřeným dinosaurem, který se zřejmě živil menšími obratlovci a bezobratlými. Jeho čelisti byly štíhlé, přední končetiny poměrně malé a útlé. Zadní končetiny byly naopak velmi silné a relativně dlouhé. Celkově dosahoval tento teropod délky kolem 1,1 metru a vážil pouze asi 2,5 kilogramu. Paleontolog Thomas R. Holtz, Jr. odhadl délku tohoto dinosaura až na 2 metry a hmotnost zhruba na 10 až 20 kilogramů.

## Systematické zařazení
Sinornithoides youngi byl vývojově vyspělým troodontidem, a představoval zřejmě blízce příbuzný druh rodů Troodon, Byronosaurus, Saurornithoides a Zanabazar.